# Mohamed Elbendir
Mohamed Elbendir, né le 28 septembre 1987 à Nouakchott en Mauritanie, est un athlète espagnol spécialiste des courses de fond.

## Carrière
Il obtient la nationalité espagnole en mars 2006. Il se distingue lors des Championnats d'Espagne juniors en enlevant les titres du 5 000 mètres et du 10 000 mètres. En fin de saison 2006, il participe aux Championnats d'Europe de cross-country de San Giorgio su Legnano où il obtient la médaille d'argent par équipes de la course junior. L'année suivante, l'Espagnol se classe deuxième du 5 000 mètres des Championnats d'Europe juniors de Hengelo, aux Pays-Bas, s'inclinant de près de six secondes face au Français Mourad Amdouni. En 2009, à Kaunas, Elbendir devient champion d'Europe espoir du 5 000 m en 13 min 55 s 10, devant le Français Noureddine Smaïl.

### Palmarès
| Date | Compétition                   | Lieu    | Résultat | Épreuve |
| ---- | ----------------------------- | ------- | -------- | ------- |
| 2007 | Championnats d'Europe juniors | Hengelo | 2e       | 5 000 m |
| 2009 | Championnats d'Europe espoirs | Hengelo | 1er      | 5 000 m |

### Records
| Épreuve  | Performance    | Lieu   | Date            |
| -------- | -------------- | ------ | --------------- |
| 5 000 m  | 13 min 44 s 05 | Huelva | 20 juin 2006    |
| 10 000 m | 29 min 14 s 49 | Avilés | 28 juillet 2007 |